# Saint-Julien-la-Genête
Saint-Julien-la-Genête – miejscowość i gmina we Francji, w regionie Nowa Akwitania, w departamencie Creuse.
Według danych na rok 1990 gminę zamieszkiwało 211 osób, a gęstość zaludnienia wynosiła 18 osób/km² (wśród 747 gmin Limousin Saint-Julien-la-Genête plasuje się na 420. miejscu pod względem liczby ludności, natomiast pod względem powierzchni na miejscu 521.).